# 京都府道405号郷ノ口余部線
京都府道405号郷ノ口余部線（きょうとふどう405ごう ごうのぐちあまるべせん）は、京都府亀岡市を通る一般府道である。

## 概要
亀岡市旭町から亀岡市大井町並河に至る。
桜の名所、七谷川を通り、その近くには七谷川温泉がある。亀岡市の大堰川左岸の幹線道路であるため、川東線という通称がある。

### 路線データ
- 起点：亀岡市旭町（国道477号交点）
- 終点：亀岡市大井町並河（国道9号交点）

## 路線状況

### 通称
- 川東線

### 重複区間
- 京都府道25号亀岡園部線（亀岡市馬路町・池尻交差点 - 亀岡市馬路町・平の沢池交差点）
- 京都府道73号宮前千歳線（亀岡市馬路町・車塚交差点 - 亀岡市馬路町）

### 道路施設

#### 橋梁
- 宇津根橋（大堰川、亀岡市）

## 地理

### 通過する自治体
- 亀岡市

### 交差する道路
| 交差する道路                                               | 交差する場所 | 交差する場所   |
| ---------------------------------------------------------- | ------------ | -------------- |
| 国道477号                                                  | 旭町         | 起点           |
| 京都府道25号亀岡園部線 重複区間起点                        | 馬路町       | 池尻交差点     |
| 京都府道25号亀岡園部線 重複区間終点                        | 馬路町       | 平の沢池交差点 |
| 京都府道73号宮前千歳線 重複区間起点                        | 馬路町       | 車塚交差点     |
| 京都府道25号亀岡園部線 京都府道73号宮前千歳線 重複区間終点 | 馬路町       |                |
| 京都府道402号王子並河線                                    | 宇津根町     |                |
| 国道9号                                                    | 大井町並河   | 終点           |

### 交差する鉄道
- 山陰本線

### 沿線
- 慶應禅寺
- 亀岡市立高田中学校
- 亀岡市立川東小学校
- 千歳車塚古墳
- 法蔵寺
- 伊達神社